# Elaeocarpus brachystachyus
Elaeocarpus brachystachyus är en tvåhjärtbladig växtart som beskrevs av Hung T. Chang. Elaeocarpus brachystachyus ingår i släktet Elaeocarpus och familjen Elaeocarpaceae. Utöver nominatformen finns också underarten E. b. fengii.